# Аугенштейн, Ханс-Хейнц
Ханс-Хейнц Аугенштейн (нем. Hans-Heinz Augenstein; род. 11 августа 1921 года, Бётцинген — 7 декабря 1944 года, Мюнстер) — немецкий лётчик-ас Люфтваффе эпохи Второй мировой войны. Действовал как ночной истребитель, одержал 46 воздушных побед (из них 45 побед над тяжёлыми бомбардировщиками) в ходе обороны Рейха.
Родился в районе Бётцинген, около города Пфорцхайм, вырос в Веймарской республике и Третьем рейхе. В июле 1942 года, после летней подготовки Люфтваффе присоединился к эскадре Nachtjagdgeschwader 1.

## Биография

### Предпосылки
Вторая мировая война началась 1 сентября 1939 года, после начала польской кампании вермахта. После битвы у Гельголандской бухты, началась подготовка стратегической кампании Оборона Рейха. В середине 1940 года, генерал авиации Йозеф Каммхубер организовал системы противовоздушной обороны «линия Каммхубера».
В 1941 году Люфтваффе начал оснащать ночные истребители новыми бортовыми радарами.

### Ночной истребитель
Аугенштейн начал службу в 3-м эскадроне Nachtjagdgeschwader 1, в начале 1942 года. В конце 1942 года был переведён в 7-й эскадрон, который входил в III. Gruppe NJG 1.
В ночь с 13 на 14 мая 1943 года, одержал первую воздушную победу сбив британский Avro Lancaster в шести километрах от Лингене. В ночь с 23 на 24 мая, Королевские военно-воздушные силы Великобритании отправили 829 тяжёлых бомбардировщиков, из которых 38 экипажей не вернулось. В ходе атаки, Аугенштейн сбил Handley Page Halifax южнее Ралте.
В ночь с 27 на 28 мая, ВВС Великобритании отправило 518 бомбардировщиков, из которых не вернулось 23 экипажа. В эту ночь, Аугенштейн одержал четыре воздушной победы, в том числе сбив Vickers Wellington, который разбился в районе Хенгело.
11—12 июня ВВС Великобритании атаковали Дюссельдорф, Аугенштейн сбил Avro Lancaster в районе города Девентер. В районе Бохума, одержал ещё две воздушных победы сбив два Handley Page Halifax. 16 января 1944 года был награждён Немецким крестом в золоте.

### Гибель
1 марта 1944 года был назначен staffelkapitän, 12-го эскадрона NJG 1. 27—28 мая 1944 года одержал 40 воздушную победу сбив Halifax в районе Леополдсбург. 9 июня был награждён Рыцарским крестом Железного креста.
2—3 ноября одержал три воздушных победы в районе Дортмунда. В ночь на 7 декабря 1944 года, Messerschmitt Bf 110 был сбит севернее аэродрома Мюнстер бомбардировщиком De Havilland Mosquito лётчика-аса Эдварда Ричарда Хеджкоу и сержанта Уитмана. Аугенштейн и бортрадист Штейн погибли; бортстрелок Курт Шмидт выпрыгнул на парашюте и спасся.

## Награды
- Немецкий крест в золоте — 16 января 1944 года[21]
- Почётный Кубок люфтваффе — 17 января 1944 года[22]
- Рыцарский крест Железного креста — 9 июня 1944 года[23][24]

### Комментарии
1. ↑  Для списка ночных истребителей Люфтваффе, смотрите Список ночных истребителей Люфтваффе[англ.]
2. ↑  Имеется ввиду Staffel
3. ↑  нем. Deutschen Kreuzes in Gold
4. ↑  Авторы Мэтьюз и Форман утверждают что это произошло в ночь на 4 ноября.